# Cadore
A Cadore vagy Cadore-völgy, olaszul: il Cadore, ladin nyelvjárosokban l Cadore vagy l Cador; egy földrajzi terület Észak-Olaszországban, Veneto régió Belluno megyéjében. A Piave és a Boite folyók felső folyásának völgyeit és a környező hegyvidéket, köztük a Comelico-vidéket foglalja magában.

## Fekvése
A Cadore-vidék egy nagy kiterjedésű összefüggő völgyrendszer, melyet északon és nyugaton a Dolomitok, keleten a Friuli-Dolomitok (Dolomiti Friulane), más néven Piavén-túli Dolomitok (Dolomiti d’Oltre-Piave) hegycsoportjai határolnak. A régió két nagy folyója a Boite és a Piave. A Cadore-völgy a Longarone város fölötti folyószakaszokat foglalja magába. Községeinek egy részében ladin nyelvű lakosság él.
A Cadore-vidék területe teljes egészéebn Veneto régió Belluno megyéjében fekszik. Nyugaton Trentino megyével, északon Dél-Tirollal (az olasz Bolzano megyével) és az ausztriai Kelet-Tirollal határos. Keleten Friuli északi részével, Karniával határos.
A történelmi Cadore tartomány egykor a Velencei Köztársaság része volt. Északi, magashegyi területe, Felső-Cadore (Alto Cadore) közigazgatásilag ma Comelico községeihez van csatolva.

## Közigazgatása
A jelenkori Cadore-vidék négy, bizonyos helyi autonómiát élvező „hegyközség-csoportra” (olaszul: comunità montana, németül: Berggemeinschaft vagy Bezirksgemeinschaft) van felosztva:
- Longarone-környék, Zoldo-völgy (Comunità montana Cadore Longaronese Zoldo): Ospitale di Cadore és Zoppè di Cadore, valamint ide tartozik négy (történelmileg) nem-cadorei város ill. község is: Longarone, Soverzene és Val di Zoldo.
- Közép-Cadore (Comunità montana Centro Cadore).[3] Auronzo di Cadore, Calalzo di Cadore, Domegge di Cadore, Lorenzago di Cadore, Lozzo di Cadore, Perarolo di Cadore, Pieve di Cadore, Vigo di Cadore és Valle di Cadore.
- Comelico–Sappada (Comunità montana Comelico-Sappada): Comelico Superiore, Danta di Cadore, San Nicolò di Comelico és San Pietro di Cadore. Korábban ide tartozott Santo Stefano di Cadore és Sappada község is, de ezek egy 2008-as helyi népszavazás eredményeképpen Friuli-Venezia Giulia régióhoz sorolatták át magukat.
- Boite-völgy (Comunità montana Valle del Boite): San Vito di Cadore, Vodo di Cadore, Borca di Cadore, Cibiana di Cadore és Cortina d’Ampezzo város. (Cortina 1919-ig az Osztrák–Magyar Monarchia része volt, az első világháború után Olaszország szerezte meg, ekkor csatolták Veneto régióhoz. 2000 után a város lakossága többször kérte átcsatolását Dél-Tirolhoz. 2007. október 29-én helyi népszavazást tartottak, ahol a lakosság 80%-a az átcsatolás mellett szavazott. Azóta a római központi kormány és Veneto régió vezetése alkotmányjogi manőverekkel késlelteti ennek megvalósítását.)
- Selva di Cadore község az Agordói hegyközség-csoporthoz (Comunità montana Agordina) tartozik. (Selva di Cadorét, akkori nevén Selva Bellunese községet még 1895-ben csatolták Agordóhoz).

## Történelme

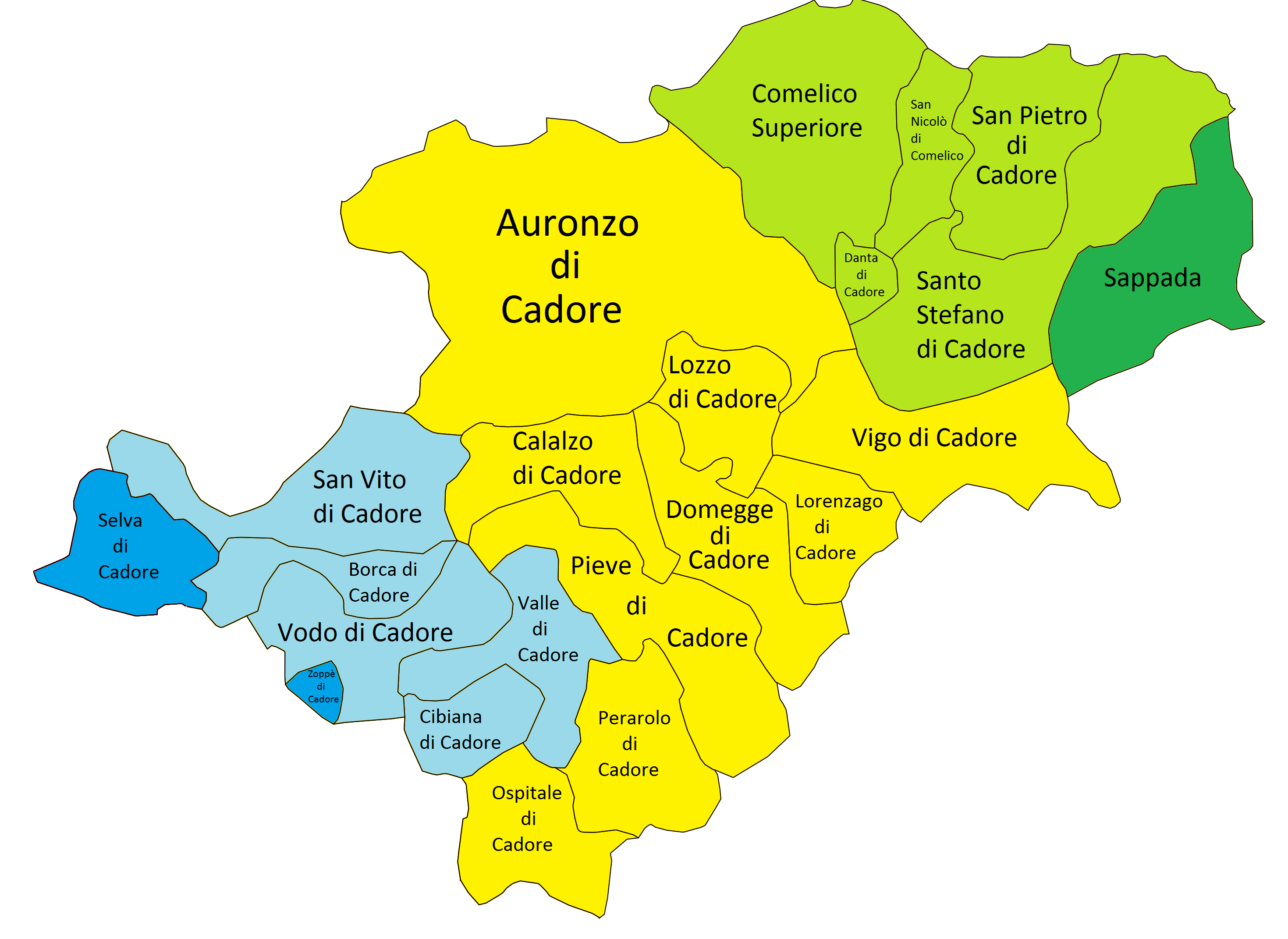
Cadore történelmi részei:
Sárga: Közép-Cadore (Centro Cadore),
zöld: Comelico és Sappada,
világoskék: a Boite-völgy (Val Boite),
sötétkék: a „hegyentúli” zónák (Oltremonti).

Az i. e. 2. században a rómaiak foglalták el a Cadore-völgyet. Augustus császár idején a Cadubriumnak vagy Cadubriának nevezett vidéket a birodalom X. régiójába (Venetia et Histria) tagolták be.
973-tól a Cadorei Grófság a Freisingi Püspökség) birtokába jutott. Átmenetileg a Karintiai Hercegséghez, majd 1077-től az Aquileiai patriarkátushoz tartozott. 1338-ban megalakult a cadorei régió autonóm önkormányzati tanácsa, a Magnifica Comunità di Cadore. Ennek státusát 1347-ben az Aquileiai patriarkátus is elismerte. 1420-ben, amikor a Velencei Köztársaság elfoglalta Friulit, Cadore velencei birtokká („védnökséggé”) vált. Az itáliai háborúk során 1508–1509-ben I. Miksa német-római császár csapatai megkísérelték elfoglalni Cadorét, melyet németül: Cadober vagy Gadraub néven neveztek, de a velenceiek, cadorei csapatokkal megerősítve legyőzték a támadókat. 1511-ben azonban Miksa újabb hadjárattal elfoglalta a Cadore északi részén fekvő Hayden (mai nevén Cortina d’Ampezzo) városát, amely ezután a Habsburg Birodalom és az Osztrák–Magyar Monarchia része maradt egészen 1919-ig.
Cadore többi része a koalíciós háborúkig a Velencei Köztársaság része maradt. Az osztrák közigazgatás alatt fennmaradtak az ősi cadorei önkormányzati formációk 1806-ig, ekkor a pozsonyi békeszerződés értelmében a Habsburg Birodalom összes itáliai területét a napóleoni Itáliai Királysághoz csatolták. 1815-ben a bécsi kongresszus határozata Cadorét az Osztrák Császársághoz csatolta, Veneto és Lombardia tartományokkal együtt. Az olasz ajkú lakosság ellenérzéssel fogadta a változást, és a risorgimento mozgalmát támogatta. Az 1848–49-as itáliai forradalom idején, 1848 májusában Pietro Calvi vezetésével népfelkelés tört ki az osztrák uralom ellen, de leverték, Calvit 1855-ben halálra ítélték és kivégezték.
1866-ban Ausztria elvesztette Velencét is. Az Olasz Királyságban a Cadore-vidék (a volt velencei területekkel együtt) megőrizhetett bizonyos mértékű autonómiát. Az első világháborúban a délnyugati front egyik szakasza 1915-től kezdve a Cadore-vidéken át húzódott, 1917 végéig heves harcok folytak az olasz hegyivadászok (alpinik) és az osztrák–magyar területvédelmi erők között. A fasizmus idején kialakuló centralista államrendszerben a Cadore elvesztette részleges autonómiáját is, ezt a második világháború utáni regionalizáció idején, Veneto régió részeként sem kapta már vissza. 
A Cadore-vidéken belül a hegyi és a síkvidéki községeket erős történelmi-etnikai különbségek választják el. Az Ausztriához jobban kötődő csoportok többször kezdeményezték átcsatolásukat Venetótól Trentino-Dél-Tirol régióhoz, a helyi politikusok pedig legalább Venetón belüli autonóm státusért küzdenek.

## Gazdaság, idegenforgalom, turizmus
A Cadore-völgy egyik ismert mellékneve „a fagylaltkészítők völgye” (Valle dei Gelatieri). Az Ausztriában, Németországban, Svájcban dolgozó olasz fagylaltkészítő műhelyek tulajdonosainak legnagyobb része erről a vidékről származik. Az 1920-as évektől kezdve vándoroltak ki, sokáig csak idénymunkásként dolgoztak az Alpoktól északra, nyáron fagylaltot árultak, a teleket hazájukban töltötték.
A második világháború után a Cadore-vidék infrastruktúrája, úthálózata nagyot fejlődött, a régió bekerült a nemzetközi kereskedelem vérkeringésébe. Iparvállalatok települtek be, köztük az agordói Luxottica szemüveggyár. Fellendült a hegyi turizmus, télisport-központok épültek ki, a Civetta és Monte Pelmo környéke a Dolomiti Superski regionális sípálya-szövetség tagjává vált.
- A Monte Pelmo tömbje, San Vito di Cadore község felől nézve
- Pieve di Cadore, a városháza tanácsterme

## Nevezetes cadorei személyek
- Tiziano Vecellio festőművész (1488/1490–1576), szülővárosa Pieve di Cadore.
- Pietro Fortunato Calvi olasz szabadságharcos (1817–1855)
- Johannes Agnoli politológus (1925–2003)
- Nevio De Zordo bobversenyző (1943–2014)

## Kapcsolódó információ
- A Wikimédia Commons tartalmaz Maps of the province of Belluno témájú kategóriát.
- Cadore és a Comelico, Velence és Veneto tartomány., Itáliai tájak (magyar nyelven). Budapest: Touring Club Italiano – Merhavia, 291-293. o. (2002). ISBN 963 9172 55 3
- Consorzio Turistico Val Comelico Dolomiti. valcomelico.it. (Hozzáférés: 2018. július 27.)
- Giandomenico Zanderigo Ròsolo. Appunti per la storia delle Regole del Cadore nei secoli XIII-XIV (olasz nyelven) (1982)
- Italo Zandonella Callegher. Dolomiti della Val Comelico e Sappada (olasz nyelven). Bolzano: Athesia (1991)
- Marta Mazza. Comelico e Sappada (olasz nyelven). Belluno-Venezia: Regione Veneto (2004)
- Piergiorgio Cesco-Frare (2011). „Le strade delle peccore. Note etnografiche e toponomastiche in margine agli antichi laudi del centenaro di Comèlico Inferiore” (olasz nyelven). Archivio Storico di Belluno Feltre e Cadore anno LXXXII (346).